# Sierra Burgess is a Loser
Sierra Burgess is a Loser (literalment, Sierra Burgess és una perdedora) és una comèdia romàntica dirigida per Ian Samuels amb guió de Lindsey Beer. Netflix aposta per una adaptació moderna de l'obra de teatre el Cyrano de Bergerac que va estrenar el 7 de setembre. És protagonitzada per Shannon Purser, RJ Cyler, Noah Centineo i Kristine Forseth.

## Sinopsi
Sierra (Shannon Purser) és una adolescent nord-americana, llesta i amb un únic objectiu: arribar a la Universitat Stanford. En Jamey (Noah Contineo) és un futbolista amable i divertit. En un bar, en Jamey li demana el telèfon a la noia més popular de l'escola, la Verònica (Kristine Forseth) i ella decideix donar-li el telèfon de la Sierra.
En Jamey es proposa a començar una conversa per xat amb la Sierra pensant que és l'altra noia. Va passant el temps i els dos comencen a tenir una connexió i mostren un interès l'un per l'altre. Quan el protagonista demana una foto d'ella, la Sierra busca recursos, i acaba acudint a la Verònica a canvi de classes particulars. Les dues comencen la relació amb un benefici personal però acaben creant una bonica amistat.
Després de molts missatges i algunes trucades de veu, en Jamey proposa una cita a la Sierra (pensant-se que és la Verònica). Aquesta accedeix anar per fer un favor a la seva nova amiga. Però en el moment que ell es disposa fer-li un petó, la Verònica avisa a la Sierra i, ella, és qui besa al Jamey (ell no sap el que realment ha passat).
S'està a punt de jugar el partit on les dues escoles són rivals i en Jamey, només arribar, fa un peto a la Verònica i ella s'enfada perquè sent que està traint a la Sierra. Ella en veure-ho s'enfada i comparteix una foto de la Verònica amb un altre noi. Durant el partit la fotografia arriba a en Jamey i ell es desconcentra i acaba lesionat per la pilota. La Sierra només en veure-ho baixa corren a la pista on es troba que la Verònica també ha anat a ajudar-lo. Ell, en veure-les la a pista, entén el que ha estat passant i demana que el deixin en pau.
La protagonista fa una cançó per demanar disculpes a la Verònica i esborra el Jamey del seu telèfon. Aquesta envia la cançó al protagonista perquè perdoni a la Sierra. Ell després de pensar-ho es declara i els dos van junts al ball de fi de curs.

## Personatges i repartiment
- Shannon Purser com a Sierra Burgess, una noia divertida però impopular.
- Kristine Froseth com a Verònica, una animadora molt popular.
- RJ Cyler com a Dan, el millor amic de la Sierra.
- Noah Centineo com a Jamey, l'inesperat amor de la Sierra.
- Loretta Devine com a Mrs. Thomson, professora d'Anglès de la Sierra.
- Giorgia Whigham com a Chrissy, animadora i amiga de la Verónica.
- Alice Lee com a Mackenzie, animadora i amiga de la Verónica.
- Lea Thompson com a Jules-Osborn Burgess, mare de la Sierra.
- Alan Ruck com a Stephen Burgess, pare de la Sierra.

## Producció
La pel·lícula es va anunciar l'any 2016. Es va confirmar que estaria dirigida per Ian Samuels i era una obra escrita per Lindsey Beer. Ens van explicar que seria una adaptació del Cyrano de Bergerac i el protagonista masculí seria Ben Hardy, després reemplaçat per Noah Centineo. Posteriorment, Netflix va comprar els drets de la pel·lícula.

## Música
El juliol del 2017, el músic i compositor Leland va anunciar que les cançons ja estaven compostes juntament amb Bram Inscore. També van anunciar que els artistes Troye Sivan i Allie X, havien col·laborat i fet una cançó que apareix a la pel·lícula. Aquests van co-escriure una cançó amb la guionista, Lindsey Beer, titulada, cantada i interpretada per Shannon Purser.

## Història de la creació
La pel·lícula és una recreació moderna de l'obra de teatre del Cyrano de Bergerac. La famosa obra, d'origen francès, que explica la història d'amor entre el Cyrano amb la seva estimada Roxane. El llargmetratge fa molts paral·lelismes amb la història de la Sierra. Mentre el protagonista no vol ensenyar el seu enorme nas, la Sierra s'amaga de no tenir el cos d'una animadora popular.

## Càsting
Els càstings es van realitzar a finals de 2016 i principis 2017. El desembre del 2016, van confirmar el paper del millor amic de la Sierra, Dan (RJ Cyler). El dia 5 i 6 de gener de 2017, van anunciar el paper de la protagonista i la Verònica (Shannon Purser i Kristine Forseth). Després d'un mes, a l'1 de febrer, es va canviar el paper del protagonista masculí, Jamey (Ben Hardy per Noah Cintineo). Finalment a finals de febrer del 2017, van confirmar els papers dels pares de la protagonista (Lea Thompson i Alan Puck).

## Recepció del públic i audiència
Des de la seva estrena la pel·lícula ha estat criticada per molts mitjans. Segons la revista Rotten Tomatoes s'emporta una puntuació de 61% basada en 28 ressenyes. Per altra banda, la web Metacritic qualifica el llargmetratge d'un 60 sobre 100 basada en 14 crítics. Altres llocs webs, s'han permès fer una critica constructiva respecte la pel·lícula. D'entre elles, hi ha la web, Llegir en cas d'incendi, entre d'altres.

## Curiositats
- Lindsey va voler escriure la pel·lícula perquè quan era jove perquè va crear un vincle molt especial amb l'obra, el Cyrano de Bergerac, durant la seva estada a l'institut. A les classes de francès va recitar tota l'obra i gràcies a la seva feina va aconseguir una recomanació universitària. Una vegada ja havia acabat la universitat va sentir que, tothom (en l'àmbit global), hauria de tornar a recordar la història i per això va decidir fer l'adaptació.
- Molts gags de la pel·lícula estan basats en les vivències que van tenir el director i la guionista de la pel·lícula, durant el llarg de la seva vida.
- A ella, Lindsey Beer, també li va passar alguna cosa similar del que li va passar a la Sierra, un noi va obrir-la pensant que era una altra persona.
- És el primer paper protagonista de l'actriu Shannon Puerser. S'ha fet famosa pel seu paper secundaris a les sèries Stranger Things o Riverdale.
- Shannon Purser va dir en una entrevista que el peto amb el Jamey va ser el primer davant de càmeres i estava molt nerviosa per fer-lo.
- Durant la gran part de la pel·lícula els dos personatges principals parlen mitjançant missatges i trucades. Per crear realisme el director feia que les trucades fossin reals.
- El germà del protagonista té una discapacitat auditiva, l'actor és sord. Per això l'actor, Noah Centineo, va hi haver d'aprendre aquest llenguatge. Diu que va ser una experiència que sempre recordarà.
- La cançó de "Sunflower" és cantada per l'actriu principal i ella admet que li feia molta vergonya cantar davant de tothom en el set de gravació i va estar molt de temps practicant-la per poder-la cantar.